# Ethyldiazoacetaat
Ethyldiazoacetaat is een organische verbinding behorende tot de diazoverbindingen. Het is een van de weinige diazoverbindingen die commercieel verkrijgbaar is.
Deze verbinding werd voor het eerst gesynthetiseerd door Theodor Curtius in 1883.

## Synthese
Ethyldiazoacetaat ontstaat in de reactie van glycine-ethylester hydrochloride met natriumnitriet en natriumacetaat in water. Na toevoeging van di-ethylether vormt zich een waterige laag en een etherlaag waarin het diazoacetaat is opgelost. De etherlaag wordt onder vacuüm ingedampt om de ether te verwijderen en ethyldiazoacetaat te bekomen. De ganse procedure moet bij lage temperatuur verlopen.

## Toepassingen
Ethyldiazoacetaat is een reagens dat in talrijke scheikundige reacties kan gebruikt worden, waaronder
- de cyclopropanering van alkenen.[3]
- de omzetting van aldehyden in alkenen.[4]
- de omzetting van aldehyden of ketonen tot epoxides en de vorming van aziridines uit aromatische imines.[5]

Het wordt onder meer gebruikt in de synthese van geneesmiddelen als ticagrelor en tranylcypromine.

## Toxicologie en veiligheid
Ethyldiazoacetaat is een ontvlambare vloeistof en thermisch labiel; bij verwarming kan ze explosief ontleden. Ze moet daarom koel bewaard worden in een donkere plaats en zo snel mogelijk gebruikt. Ze ontbindt ook snel in aanwezigheid van waterig zuur.
De commercieel verkrijgbare stof bevat 20 tot 25% dichloormethaan, zodat het verdund is.